# Giuseppe Patrizi

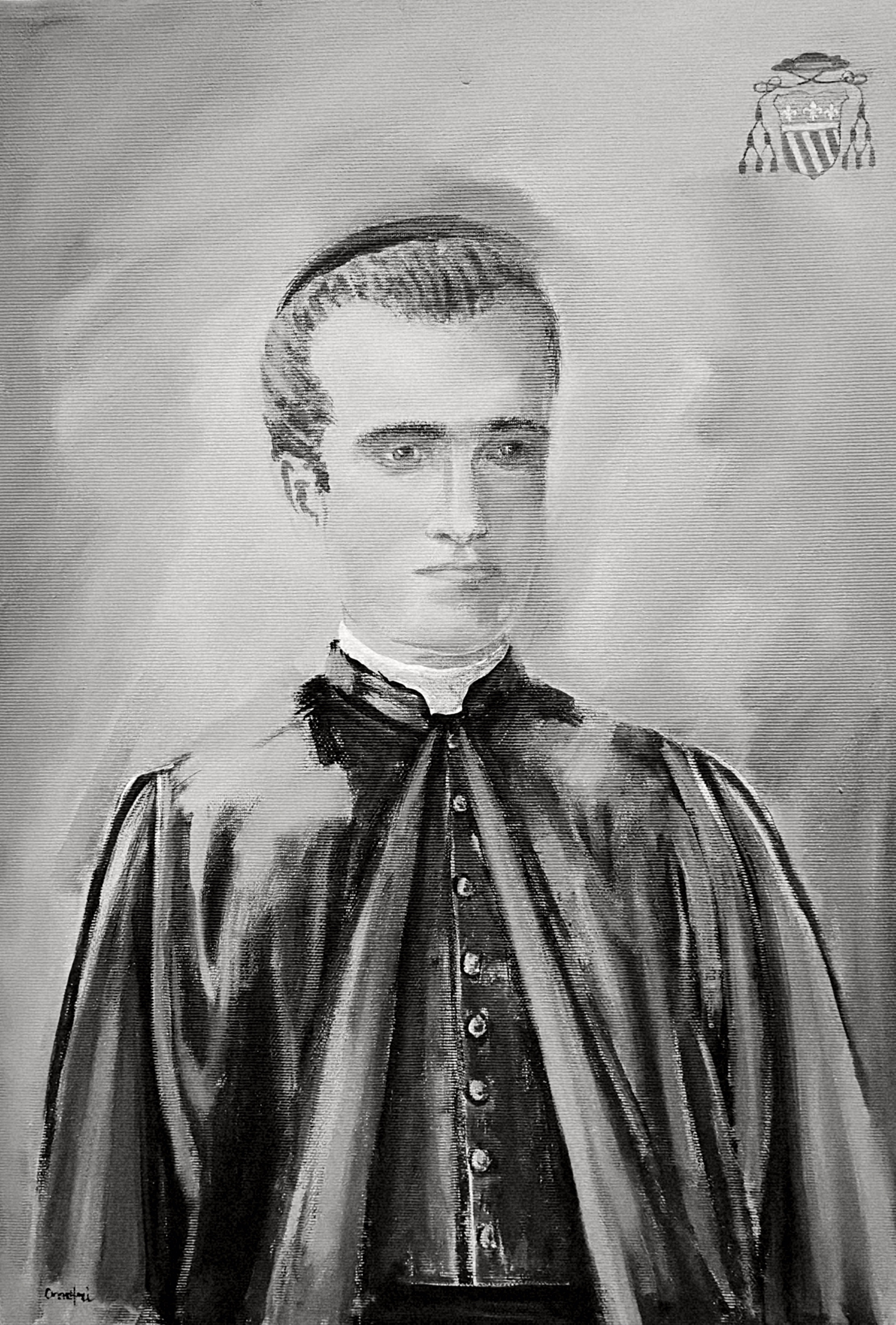
Mons. Giuseppe Patrizi

Mons. Giuseppe Maria Patrizi (Civitella, 13 gennaio 1809 – Roma, 3 dicembre 1846) è stato un presbitero italiano.

## Biografia
Figlio di Vincenzo Sebastiano Patrizi ed Angela Saulini, nacque a Civitella il 13 gennaio 1809. 
Terminati gli studi al Seminario di Subiaco, ricevette la laurea ad honorem in Teologia. Giunto a Roma, frequentò i corsi di diritto presso l’Archiginnasio della Sapienza dal 1832 al 1834, seguendo le lezioni di pandette con Carlo Giovanni Villani, diritto pubblico con Nicola Borro e testo canonico con Giovanni Brunelli. Il Rettore Mons. Antonio Cagiano de Azevedo gli conferì la laurea ad honorem in diritto canonico. Nel 1837 fu nominato sostituto della cattedra di testo canonico e dal 1841 sostituto con diritto di successione alla cattedra di diritto canonico della Sapienza. 
Era maestro di camera del card. Angelo Mai  dal 1837. Con nomina del 1º marzo 1842, divenne vicario generale Porto-Santa Rufina-Civitavecchia, quindi
protonotario extra urbem. 
Egli fu vicario generale nel periodo di maggior ampliamento, ma anche degrado, della diocesi.
Morì a 37 anni, durante munere, il 3 dicembre 1846. Era il prozio di Nazareno Patrizi.